# 발토

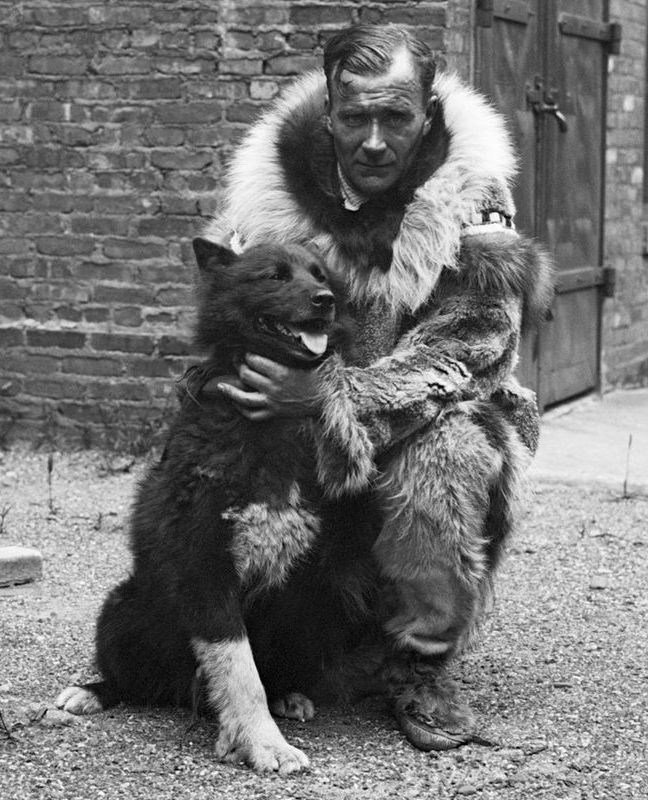
구나르 카센과 발토.

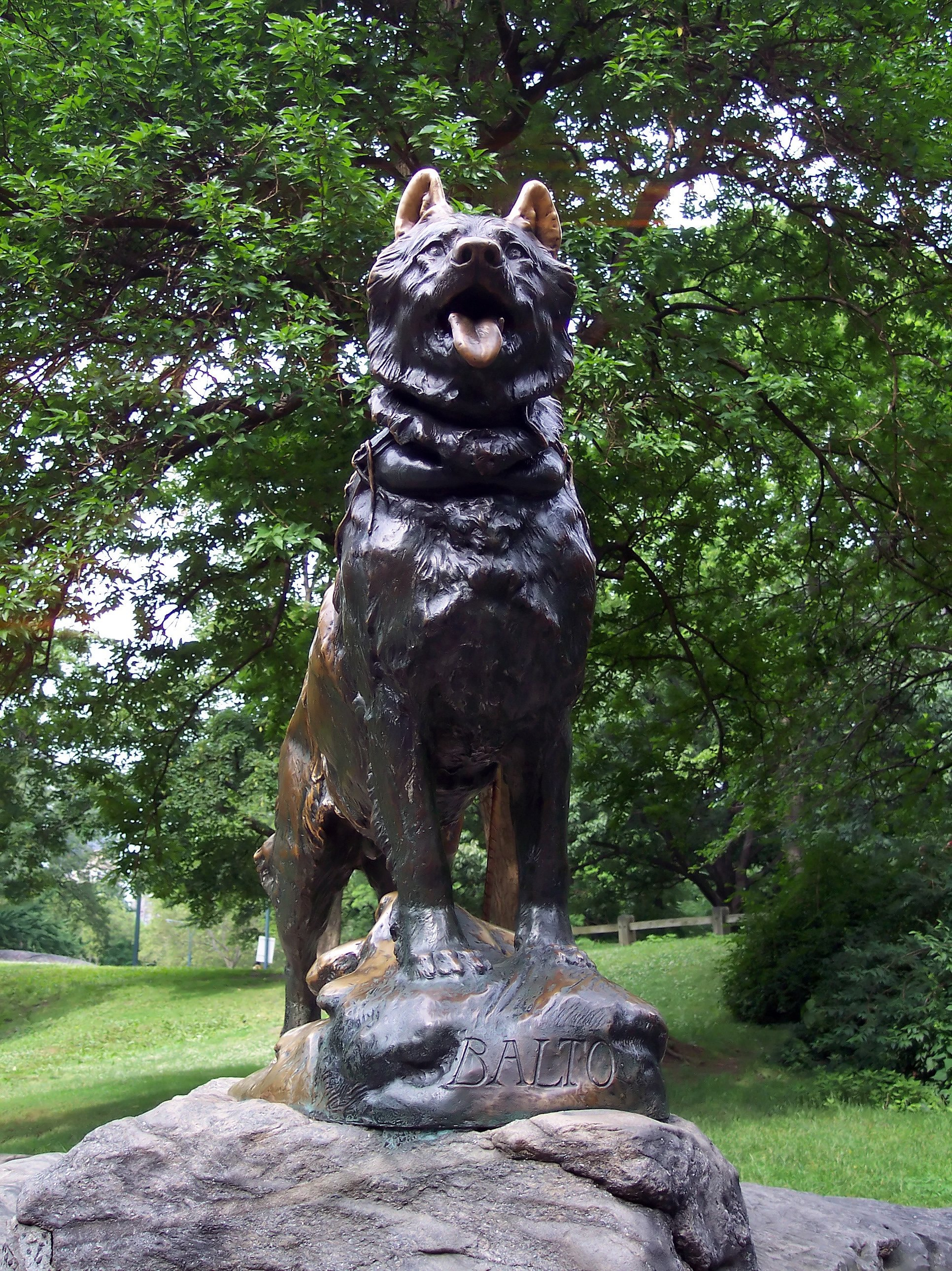
센트럴 파크의 발토 동상.

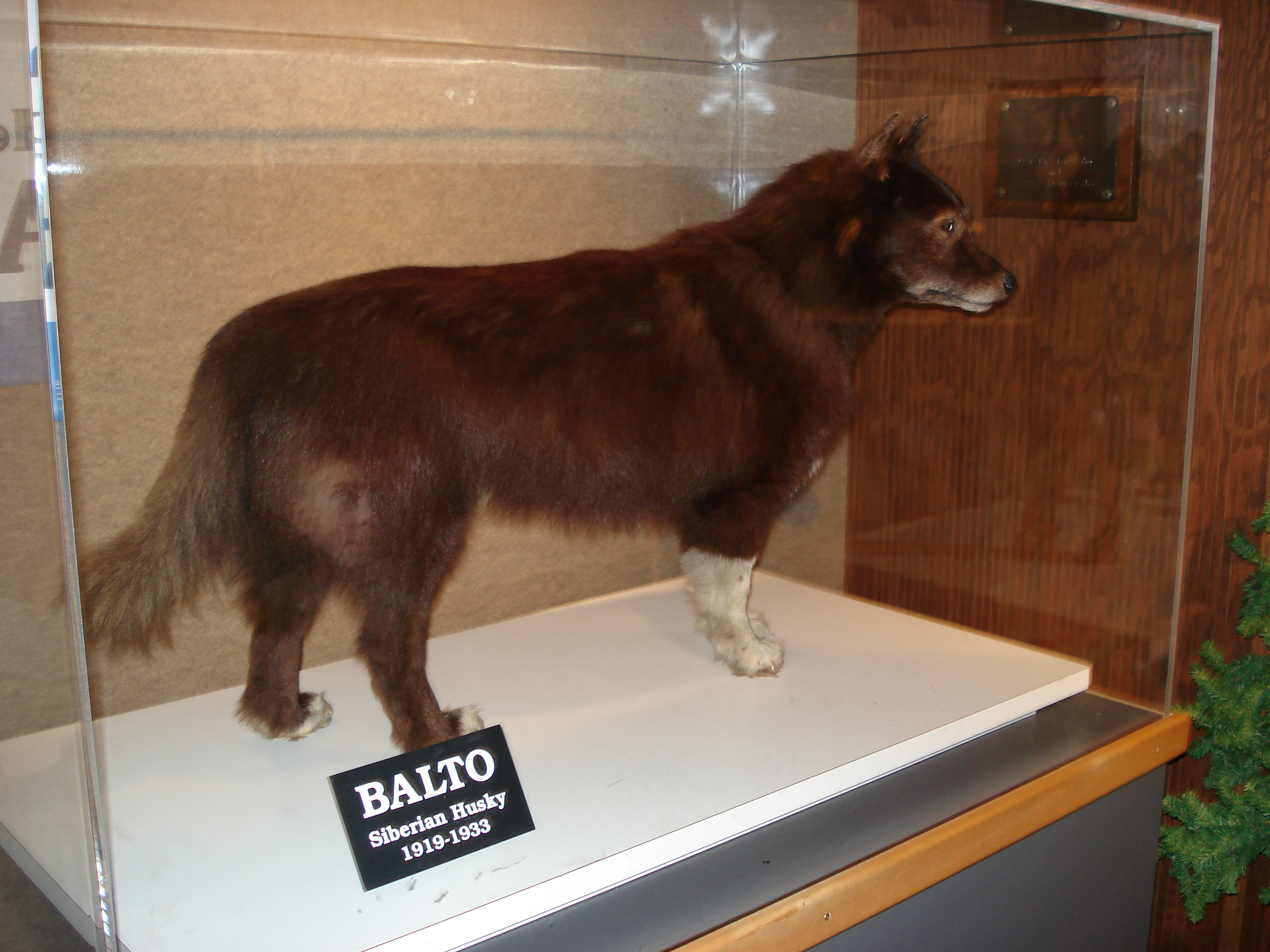
클리블랜드 자연사 박물관의 발토 박제 전시물.

발토(Balto)는 미국의 전설적인 썰매견이다. 1925년 겨울, 알래스카주 북단의 놈에서 디프테리아가 발생하여 혈청을 도시에 운반할 필요가 있었다. 그러나 풍속 40m의 비바람이 알래스카에 발생하였다. 구조대는 200마리의 개썰매팀을 만들어 16마리씩 한 팀으로 만들어 100km를 릴레이 방식으로 전과정 1,100 km를 수송하고, 시민들을 감염 위기에서 구했다. 가장 장거리 구간을 주행한 건 토고였지만 그 팀에서 혈청을 이어받아 마지막 구간을 수송한 개가 시베리안 허스키 발토이다.
그 노력을 기울여 현재 뉴욕의 센트럴 파크에 발토의 동상이 있다. 또한 현재 클리블랜드 자연사 박물관에 박제가 전시되어 있다. 이 에피소드는 1996년 스티븐 스필버그 총지휘, 사이먼 웰스 감독으로 제작되어 발토라는 제목으로 개봉되었다. 영화 마지막에 "이것은 실화이다."라는 자막이 흐르지만, 애니메이션에서는 발토는 늑대개라는 설정과 같은 갈색 부분이 많다.

## 같이 보기
- 충견 하치코